# Tetrastichus benoiti
Tetrastichus benoiti är en stekelart som beskrevs av Jean Risbec 1958. Tetrastichus benoiti ingår i släktet Tetrastichus och familjen finglanssteklar. Inga underarter finns listade i Catalogue of Life.